# UAZ
UAZ é um construtor de automóveis baseado na cidade de Ulyanovsk, Rússia. A produção começou em 1941 e fazem jipes, ônibus e caminhões.

## História
Em 1941, após o início da Grande Guerra Patriótica, o governo Stalin estava fazendo todos os esforços possíveis para tentar salvar a indústria da União Soviética e para não serem capturadas pelo exército alemão. Assim, em 1941, com o rápido avanço dos alemães, em Moscou, uma decisão que foi feita para despistar o exército alemão - um carro ZIS de Moscou e um cargueiro da fábrica - ainda longe de linhas de combate. Tal lugar foi escolhido Ulyanovsk, uma cidade siberiana com infra-estruturas existentes e trabalhadores qualificados, mas fora do alcance do exército alemão. Nessa altura, a fábrica tinha sido considerada uma filial da ZIS. Em 1942, a produção de tanques de artilharia e carros já haviam começado. 
Em 1943, quando a perspectiva dos alemães em ganhar a guerra era mais fraca, uma decisão que foi feita para separar os realocados da fábrica da ZIS. Esta foi uma parte geral do pós-guerra da política conduzida pelo governo Stalin quando as fábricas realocadas foram separadas em diferentes unidades, uma vez que todos os edifícios necessários já tinham sido erguidos. Pelo contrário, as instalações existentes antes da desmembração foram ocupadas com (por muitas vezes pelo exército alemão) equipamentos, assim desestabilizando a indústria. 
A escolha lógica para a recém-criada fábrica foi para produzir carros militares e paramilitares, principalmente devido à sua distância da fronteira. Assim, em meados de 1950 a produção era apenas de carros offroad Soviéticos, o GAZ-69, foi deslocado para Ulyanovsk. Este carro marcou um início de uma famosa linha de veículos fora-de-estrada fabricados pela fábrica. 
Até meados de 1960, a nova gestão da fábrica já havia completado o desenvolvimento das primeiras originais da Automóveis UAZ. O GAZ-69 veículo offroad foi substituído pelo UAZ-469. O UAZ-469 foi muito semelhante ao original em design do Jeep - um resistente, mas não tão confortável carro - que era capaz de dirigir em praticamente qualquer terreno e foi fácil de desenvolver. Infelizmente, o carro não era muito confiável, e sua transmissão tinha problemas atingido quase um lendária estatuto (embora a transmissão fosse um ponto problemático em quase todos os automóveis Soviéticos). O carro não entrou em uso pessoal no mercado até antes de 1980 e foi reservado para uso em forças policiais e paramilitares (sua disponíveis versões comercialmente-analógico estavam sendo produzidas pela LuAZ, que era muito próximo da fronteira a ser associado com os militares). 
Em 1966, UAZ lança a sua pickup-caminhão/miniônibus UAZ-452, que recebeu calorosa recepção pelos agricultores devido à conveniência e capacidade fora de estrada. Embora este automóvel ter sido principalmente reservado para uso do exército e da polícia, ele se viu muito mais eficaz para os civis do que o uso dos outros carros UAZ. 
Após o colapso da União Soviética, a UAZ já havia começado a ter aquecimento das vendas. Por um lado, as pessoas que estavam dispostas a comprar os seus automóveis, devido à elevada reputação, por outro lado, a maioria preferiu importados carros fora-de-estrada usados, devido à falta de fiabilidade dos automóveis UAZ. Como alternativa a UAZ produziu uma versão ligeiramente alterada do seu original carro UAZ-469, o UAZ Hunter, mas as vendas ainda estavam fracas. No entanto, carros da UAZ começaram a ser importados para Estados Unidos da América. Com preços baratos, e que mesmo sendo veículos pesados,poderiam ser operados virtualmente em qualquer lugar. 
Em 2004, a fábrica foi comprada pela Severstal grupo financeiro, que fez uma série de investimentos em linhas de fabricação. Em 2005, um novo SUV - como carro, o UAZ Patriot, foi revelado. Uso extensivo de partes de terceiros (que finalmente permitiu substituição da famigerada transmissão por um melhor, uma de fabricação coreana), a grande capacidade, a boa tração fora-deestrada e preço acessível somente 15.000 Dólares tiveram boas vendas na Rússia.

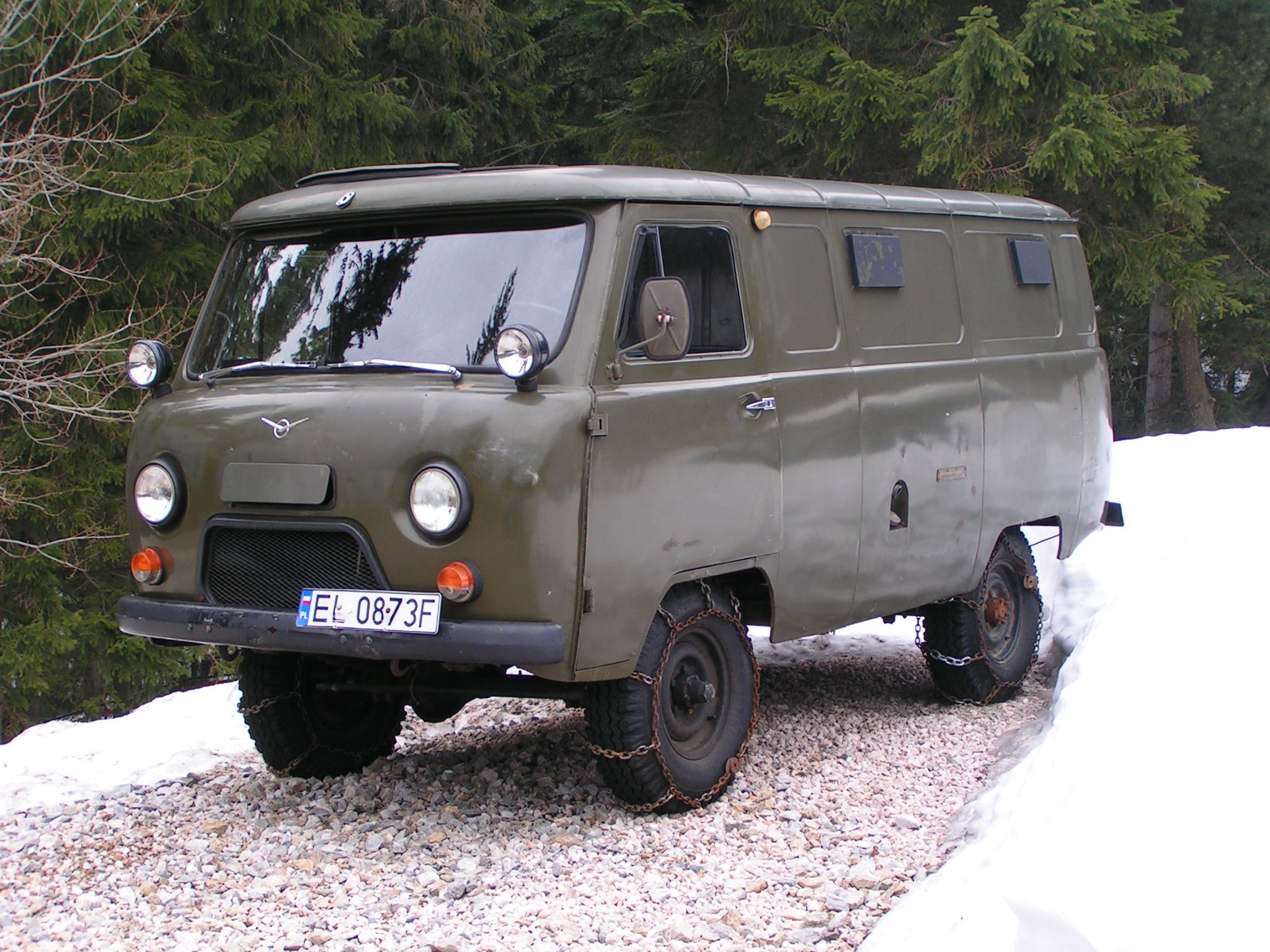
Ônibus UAZ-452
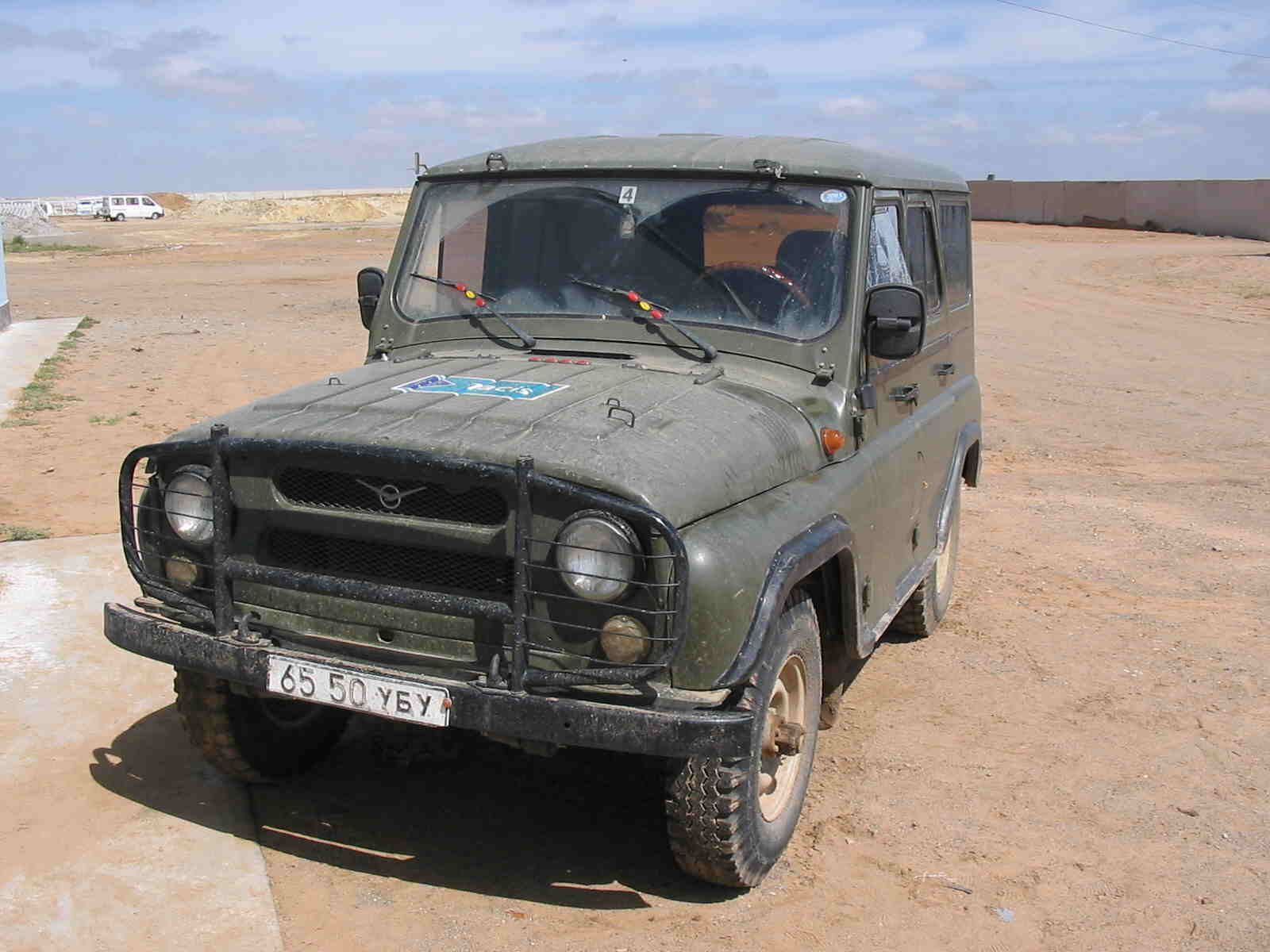
UAZ-469
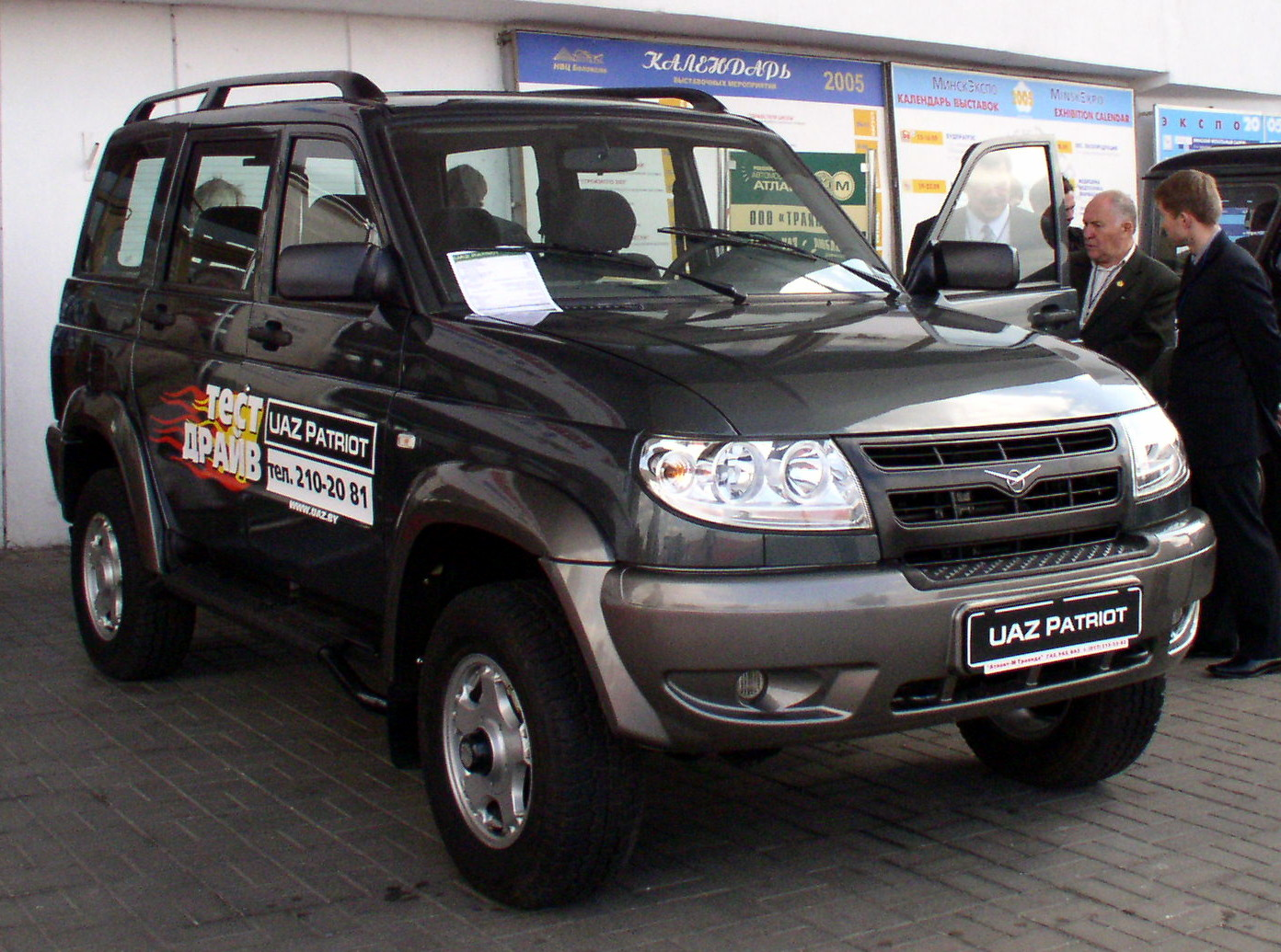
UAZ Patriot

## Ligações Externas
- Sítio oficial (em inglês)
- Best Cars Web Site: UAZ-469, o valente soldado do Exército Vermelho.